# Trévignin
Trévignin és un municipi francès al departament de Savoia (regió d'Alvèrnia-Roine-Alps). L'any 2007 tenia 731 habitants.

## Demografia

### Població
El 2007 la població de fet de Trévignin era de 731 persones. Hi havia 268 famílies de les quals 62 eren unipersonals (33 homes vivint sols i 29 dones vivint soles), 88 parelles sense fills, 105 parelles amb fills i 13 famílies monoparentals amb fills.
La població ha evolucionat segons el següent gràfic:
Habitants censats

### Habitatges
El 2007 hi havia 321 habitatges, 274 eren l'habitatge principal de la família, 31 eren segones residències i 16 estaven desocupats. 268 eren cases i 48 eren apartaments. Dels 274 habitatges principals, 216 estaven ocupats pels seus propietaris, 49 estaven llogats i ocupats pels llogaters i 8 estaven cedits a títol gratuït; 8 tenien una cambra, 21 en tenien dues, 41 en tenien tres, 54 en tenien quatre i 150 en tenien cinc o més. 233 habitatges disposaven pel capbaix d'una plaça de pàrquing. A 94 habitatges hi havia un automòbil i a 166 n'hi havia dos o més.

### Piràmide de població
La piràmide de població per edats i sexe el 2009 era:
| Homes | Edats   | Dones |
| ----- | ------- | ----- |
| 0     | 95 o +  | 0     |
| 0     | 90 a 94 | 4     |
| 0     | 85 a 89 | 4     |
| 0     | 80 a 84 | 4     |
| 8     | 75 a 79 | 4     |
| 8     | 70 a 74 | 12    |
| 4     | 65 a 69 | 20    |
| 8     | 60 a 64 | 16    |
| 4     | 55 a 59 | 8     |
| 24    | 50 a 54 | 12    |
| 24    | 45 a 49 | 32    |
| 32    | 40 a 44 | 32    |
| 40    | 35 a 39 | 24    |
| 12    | 30 a 34 | 32    |
| 12    | 25 a 29 | 4     |
| 16    | 20 a 24 | 8     |
| 36    | 15 a 19 | 16    |
| 24    | 10 a 14 | 20    |
| 24    | 5 a 9   | 48    |
| 20    | 0 a 4   | 0     |

## Economia
El 2007 la població en edat de treballar era de 513 persones, 381 eren actives i 132 eren inactives. De les 381 persones actives 347 estaven ocupades (192 homes i 155 dones) i 34 estaven aturades (14 homes i 20 dones). De les 132 persones inactives 36 estaven jubilades, 56 estaven estudiant i 40 estaven classificades com a «altres inactius».

### Ingressos
El 2009 a Trévignin hi havia 286 unitats fiscals que integraven 757,5 persones, la mediana anual d'ingressos fiscals per persona era de 22.970 €.

### Activitats econòmiques
Dels 33 establiments que hi havia el 2007, 1 era d'una empresa alimentària, 5 d'empreses de fabricació d'altres productes industrials, 4 d'empreses de construcció, 8 d'empreses de comerç i reparació d'automòbils, 3 d'empreses d'hostatgeria i restauració, 3 d'empreses immobiliàries, 4 d'empreses de serveis, 4 d'entitats de l'administració pública i 1 d'una empresa classificada com a «altres activitats de serveis».
Dels 8 establiments de servei als particulars que hi havia el 2009, 1 era un taller de reparació d'automòbils i de material agrícola, 1 fusteria, 2 lampisteries, 1 electricista, 1 perruqueria i 2 agències immobiliàries.
L'únic establiment comercial que hi havia el 2009 era una fleca.
L'any 2000 a Trévignin hi havia 7 explotacions agrícoles.

## Equipaments sanitaris i escolars
El 2009 hi havia una escola elemental integrada dins d'un grup escolar amb les comunes properes formant una escola dispersa.

## Poblacions més properes
El següent diagrama mostra les poblacions més properes.